# تيلي سانتانا
تيلي سنتانا (بالبرتغالية: Telê Santana‏) (26 يوليو 1931 - 21 أبريل 2006)، لاعب ومدرب كرة قدم برازيلي خلال فترة لعبه التي أمتدت بين عاميّ 1951- 1963 كان يلعب في مركز الجناح الأيمن .

## مسيرته كلاعب
خلال فترة لعبة لعب لعدة أندية في البرازيل، من بينها فلومينينسي الذي لعب معه تسعة سنوات بين عاميّ 1951- 1960 خاض مع فلومينينسي أكثر من 550 مباراة وأحرز أكثر من 160 هدفاً.

## مسيرته التدريبية
بدأ مشوارة التدريبي مع فلومينينسي سنة 1969 وتنقل بعدها لعدة أندية برازيلية من بينها ساو باولو وأتلتيكو منيرو، درب منتخب البرازيل في كأس العالم 1982، ثم درب نادي الأهلي السعودي وحقق ثلاث ألقاب وهي الدوري وكأس الملك والبطولة الخليجية ، قبل أن يعود ويدرب البرازيل في كأس العالم 1986، يوصف بأنه مبتكر أسلوب «جوجو بونيتو» (اللعب الجميل) مع السيليساو في موندياليّ 1982 و 1986 ، أنهى مسيرته التدريبية مع ساو باولو عام 1996 بعد أن قاد النادي للفوز ببطولة كأس الإنتركونتيننتال مرتين متتاليتين عاميّ 1992و 1993 بالإضافة لكأس ليبرتادوريس والدوري البرازيلي وعدة بطولات أخرى.

## روابط خارجية
- تيلي سانتانا على موقع قاعدة بيانات كرة القدم.إي يو (الإنجليزية)